# Méan (Havelange)
Pour les articles homonymes, voir Méan.
Méan (en wallon Meyon) est une section de la commune belge de Havelange située en Région wallonne dans la province de Namur.
C'était une commune à part entière avant la fusion des communes de 1977.

## Évolution démographique
- Source: DGS, 1831 à 1970=recensements population, 1976= habitants au 31 décembre

## Patrimoine et culture

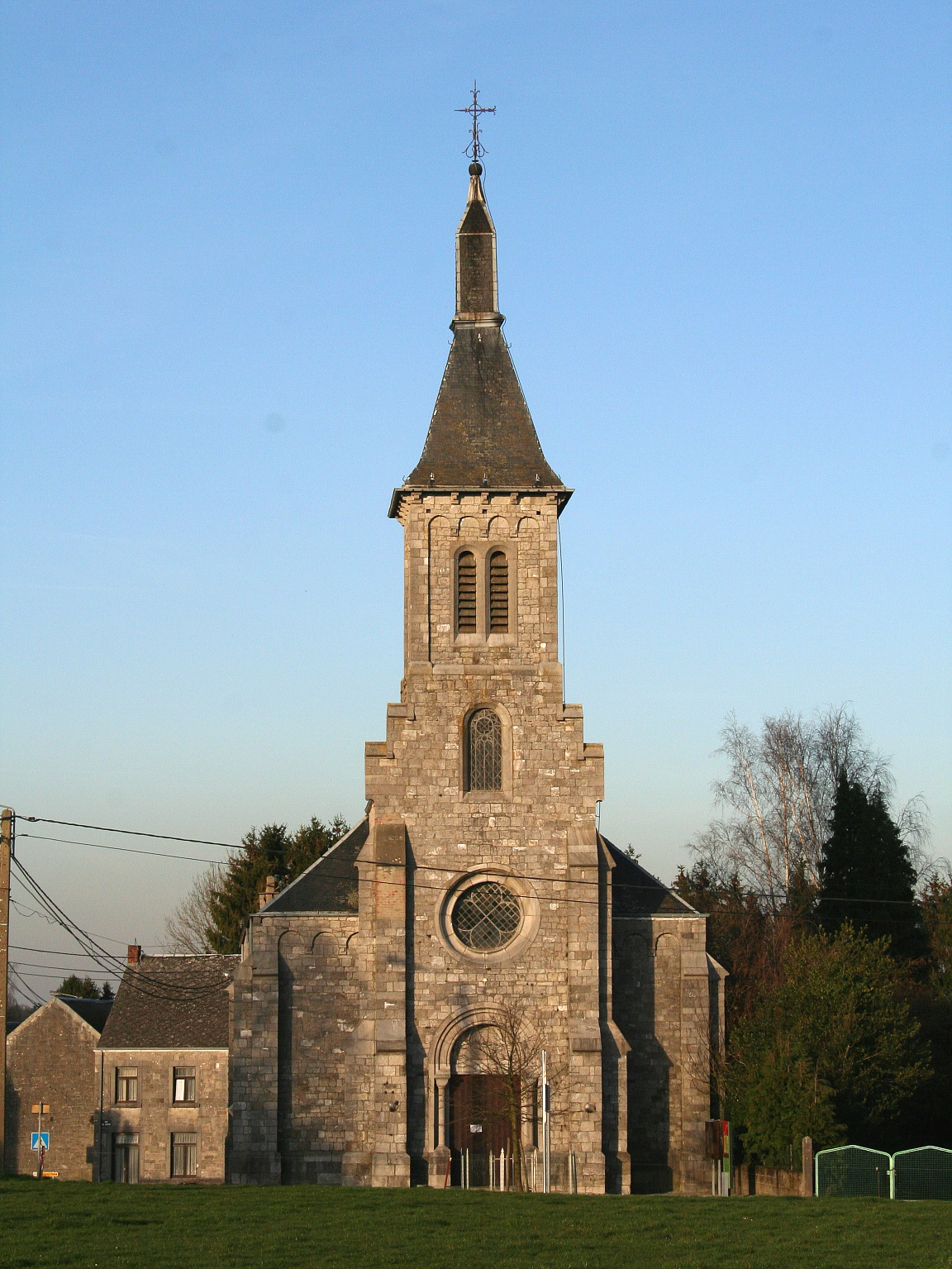
L'église Saint-Étienne (1874-1876).

### Culture

#### Festival métal
Chaque année au mois de juillet ou août se déroule depuis 2005 un festival de musique métal extrême concentré sur une journée : le Metal Mean Festival.

## Économie

### Tourisme

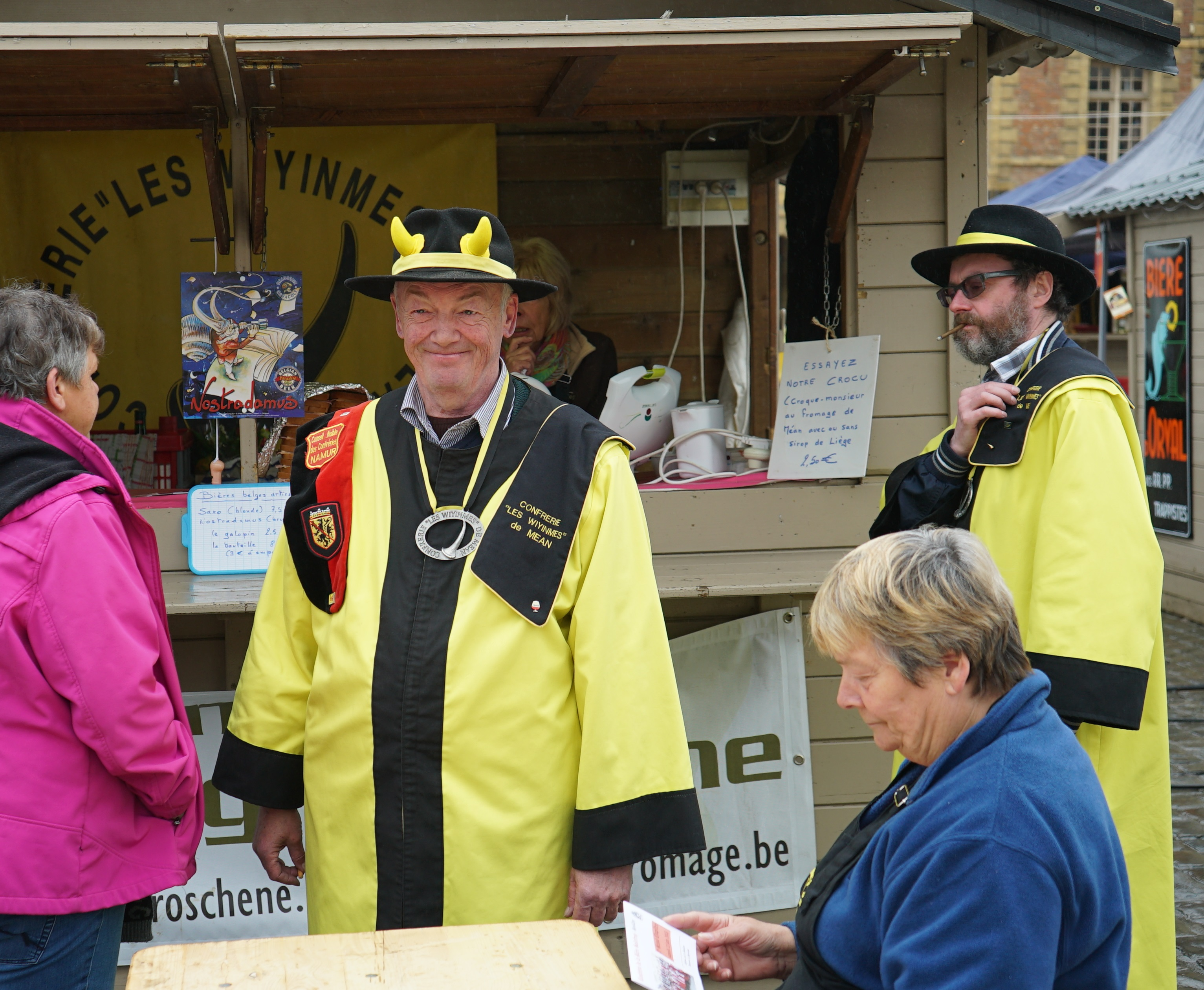
Confrérie du fromage.

- Le village de Méan est traversé par la Route du Fromage.
- Golf au Five Nations Golf Club.
- Plusieurs gîtes ruraux sont recensés à Méan par Wallonie-Bruxelles Tourisme asbl[1].
- Équitation : certains gîtes ruraux sont également des gîtes équestres.